# Lista koncertów Lady Gagi
Artykuł przedstawia listę tras koncertowych oraz innych pojedynczych koncertów i występów amerykańskiej piosenkarki Lady Gagi. 

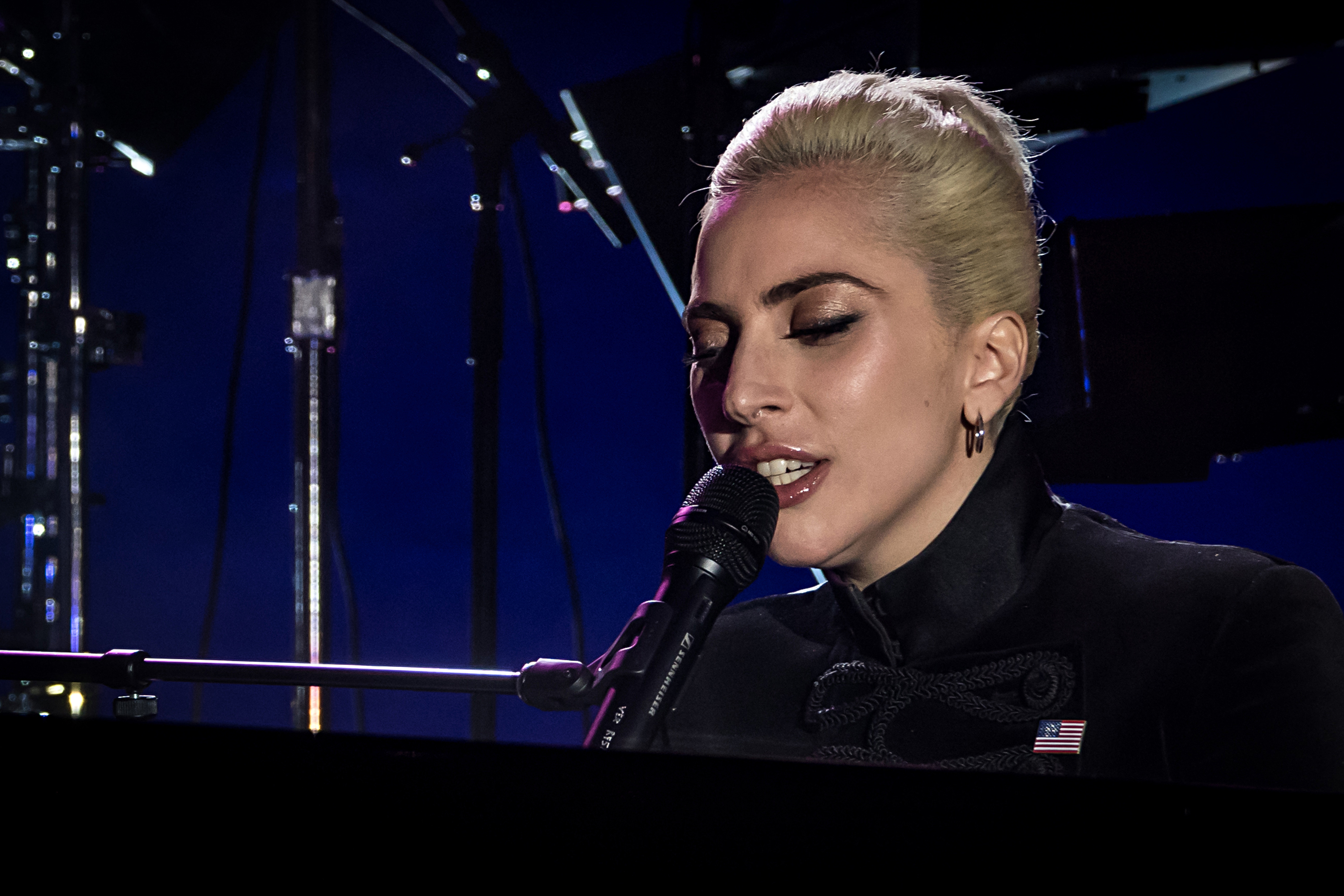
Lady Gaga podczas jednego z występów w 2016 roku

W swojej karierze Lady Gaga wyruszyła w siedem tras koncertowych, odbyła dwie rezydencje oraz dwie serie koncertów promocyjnych. Swoją karierę estradową rozpoczęła jako support podczas trasy koncertowej zespołu New Kids on the Block w 2008. Rok później występowała w ramach występu otwierającego w czasie tras koncertowych zespołów The Pussycat Dolls i Take That. 12 marca 2009 wyruszyła w pierwszą solową trasę koncertową, która obejmowała 83. występy na pięciu kontynentach. Kolejne trasy koncertowe, których była główną wykonawczynią to: The Monster Ball Tour (2009–2011), The Born This Way Ball Tour (2012–2013), ArtRave: The Artpop Ball (2014), Cheek to Cheek Tour (2014–2015), The Joanne World Tour (2017–2018) i The Chromatica Ball (2022). Najbardziej dochodową i jednocześnie obejmującą największą ilość koncertów była trasa The Monster Ball Tour, której dochód wyniósł 227,400,000 USD. Dodatkowo Lady Gaga odbyła dwie rezydentury – Lady Gaga Live at Roseland Ballroom (2014; 7 koncertów) i Lady Gaga Enigma + Jazz & Piano (2018–2023; 64 koncerty).     
Oprócz tras koncertowych Lady Gaga wielokrotnie występowała podczas różnych ceremonii rozdania nagród m.in: Oscarów, Grammy, Brit, MTV Video Music, American Music oraz Kennedy Center Honors. Dodatkowo występowała w programach telewizyjnych takich jak: The Ellen DeGeneres Show, American Idol, The Oprah Winfrey Show, The X Factor, Royal Variety Performance oraz MTV Unplugged. Podczas rozdania nagród Akademii Filmowej Gaga wystąpiła w swojej karierze czterokrotnie, zaś podczas ceremonii rozdania nagród Grammy – osiem razy. W 2017 była główną gwiazdą 51. Super Bowl Half-time Show, a jej występ został umieszczony na dziesiątym miejscu listy najlepszych Super Bowl Halftime Show w historii według magazynu Rolling Stone.      

## Lista tras koncertowych
| Nazwa                       | Logo | Daty rozpoczęcia i zakończenia    | Kontynenty                                                                      | Państwa | Liczba koncertów | Dochód (USD) | Sprzedane bilety |
| --------------------------- | ---- | --------------------------------- | ------------------------------------------------------------------------------- | --- | ---------------- | ------------ | ---------------- |
| The Fame Ball Tour          |      | 12 marca 2009 - 29 września 2009  | Ameryka Północna, Azja, Europa, Australia i Oceania                             | Stany Zjednoczone, Kanada, Hiszpania, Rosja, Nowa Zelandia, Australia, Japonia, Singapur, Korea Południowa, Anglia, Irlandia, Belgia, Malta, Francja, Szkocja, Niemcy, Holandia, Szwajcaria, Austria, Finlandia, Norwegia, Dania, Szwecja, Filipiny, Chiny, Izrael, | 83               | 3,203,764    | 105,800          |
| The Monster Ball Tour       |      | 27 listopada 2009 - 6 Maja 2011   | Ameryka Północna, Azja, Europa, Australia i Oceania                             | Kanada, Stany Zjednoczone, Anglia, Irlandia, Irlandia Północna, Szkocja, Walia, Nowa Zelandia, Australia, Japonia, Szwecja, Niemcy, Holandia, Belgia, Francja, Finlandia, Norwegia, Dania, Chorwacja, Węgry, Włochy, Austria, Szwajcaria, Czechy, Polska, Hiszpania, Portugalia, Meksyk | 203              | 227,400,000  | 2,500,000        |
| The Born This Way Ball Tour |      | 27 kwietnia 2012 - 11 lutego 2013 | Azja, Australia i Oceania, Europa, Ameryka Północna, Ameryka Południowa, Afryka | Korea Południowa, Chiny, Japonia, Tajwan, Filipiny, Tajlandia, Singapur, Nowa Zelandia, Australia, Bułgaria, Rumunia, Austria, Litwa, Łotwa, Estonia, Finlandia, Szwecja, Dania, Niemcy, Anglia, Irlandia, Holandia, Francja, Szwajcaria, Belgia, Włochy, Hiszpania, Meksyk, Portoryko, Kostaryka, Kolumbia, Brazylia, Argentyna, Chile, Peru, Paragwaj, Republika Południowej Afryki, Norwegia, Rosja | 98               | 185,817,440  | 1,791,614        |
| ArtRave: The Artpop Ball    |      | 4 maja 2014 - 24 listopada 2014   | Azja, Europa, Australia i Oceania, Ameryka Północna                             | Stany Zjednoczone, Kanada, Japonia, Korea Południowa, Australia, Zjednoczone Emiraty Arabskie, Izrael, Turcja, Grecja, Belgia, Holandia, Dania, Norwegia, Szwecja, Niemcy, Czechy, Anglia, Irlandia, Szkocja, Francja, Austria, Włochy, Szwajcaria, Hiszpania, Portugalia | 79               | 84,570,031   | 933,745          |
| Cheek to Cheek Tour         |      | 30 grudnia 2014 - 1 sierpnia 2015 | Ameryka Północna, Europa                                                        | Stany Zjednoczone, Kanada, Anglia, Bahamy, Monako, Szwajcaria, Dania, Holandia, Belgia, Włochy, Hiszpania | 36               | 13,145,104   | 139,740          |
| The Joanne World Tour       |      | 1 sierpnia 2017 - 1 lutego 2018   | Ameryka Północna, Ameryka Południowa, Europa                                    | Kanada, Stany Zjednoczone, Brazylia, Hiszpania, Włochy, Niemcy, Belgia, Holandia, Francja, Anglia, Dania, Szwecja | 41               | 94,911,783   | 841,935          |
| The Chromatica Ball         |      | 17 lipca 2022 – 17 września 2022  | Ameryka Północna, Azja, Europa                                                  | Stany Zjednoczone, Kanada, Japonia, Anglia, Hollandia, Francja Szwecja, Niemcy | 20               | 112,394,525  | 834,000          |

### Jako support
| Rok  | Trasa koncertowa                   | Główny artysta        | Album promowany | Przypisy |
| ---- | ---------------------------------- | --------------------- | --------------- | -------- |
| 2008 | New Kids on the Block Live         | New Kids on the Block | The Fame        | [ 15 ]   |
| 2009 | Doll World Domination Tour         | The Pussycat Dolls    | The Fame        | [ 16 ]   |
| 2009 | Take That Present: The Circus Live | Take That             | The Fame        | [ 17 ]   |

Uwagi
- Lady Gaga miała być również supportem podczas trasy koncertowej Michaela Jacksona This Is It, jednak żaden z planowanych koncertów się nie odbył z powodu śmierci piosenkarza[18].

## Rezydentury
| Nazwa                               |  | Daty rozpoczęcia i zakończenia                                                                   | Lokalizacja                   | Liczba koncertów | Dochód (USD) | Sprzedane bilety         |
| ----------------------------------- |  | ------------------------------------------------------------------------------------------------ | ----------------------------- | ---------------- | ------------ | ------------------------ |
| Lady Gaga Live at Roseland Ballroom |  | 28 marca 2014 – 7 kwietnia 2014                                                                  | Roseland Ballroom (Nowy Jork) | 7                | 1,522,800    | 24,532 / 24,532 (100%)   |
| Lady Gaga Enigma + Jazz & Piano     |  | 28 grudnia 2018 – 30 grudnia 2019 (Enigma) 20 stycznia 2019 – 5 października 2023 (Jazz & Piano) | Park Theatre (Las Vegas)      | 64               | 79,905,590   | 275 586 / 275 586 (100%) |

## Pozostałe koncerty i występy

### Wydarzenia promocyjne
| Nazwa         | Promowany album | Daty rozpoczęcia i zakończenia             | Liczba koncertów | Lokalizacja                       |
| ------------- | --------------- | ------------------------------------------ | ---------------- | --------------------------------- |
| ArtRave       | Artpop          | 10 listopada 2013 – 11 listopada 2013      | 2                | Nowy Jork                         |
| Dive Bar Tour | Joanne          | 5 października 2016 – 27 października 2016 | 3                | Nashville, Nowy Jork, Los Angeles |

### Gale wręczenia nagród
| Data              | Gala                                                     | Miejscowość | Obiekt                                         | Wykonane utwory | Przypis |
| ----------------- | -------------------------------------------------------- | ----------- | ---------------------------------------------- | --- | ------- |
| 15 lutego 2009    | Brit Awards 2009                                         | Londyn      | Earls Court                                    | „What Have I Done To Deserve This” oraz „West End Girls” (wspólnie z zespołem Pet Shop Boys oraz Brandonem Flowersem)                                                   | [ 31 ]  |
| 13 września 2009  | MTV Video Music Awards 2009                              | Nowy Jork   | Radio City Music Hall                          | „Poker Face” i „Paparazzi” | [ 32 ]  |
| 22 listopad 2009  | American Music Awards 2009                               | Los Angeles | Microsoft Theater                              | „Bad Romance” i „Speechless” | [ 33 ]  |
| 31 stycznia 2010  | 52. ceremonia wręczenia nagród Grammy                    | Los Angeles | Staples Center                                 | „Poker Face” „Speechless” i „Your Song” (wraz z Eltonem Johnem) | [ 34 ]  |
| 16 lutego 2010    | Brit Awards 2010                                         | Londyn      | Earl’s Court                                   | „Telephone” i „Dance in the Dark” | [ 35 ]  |
| 13 lutego 2011    | 53. ceremonia wręczenia nagród Grammy                    | Los Angeles | Staples Cente                                  | „Born This Way” | [ 36 ]  |
| 28 sierpnia 2011  | MTV Video Music Awards 2011                              | Los Angeles | Nokia Theatre                                  | „Yoü and I” (wraz z Brianem May) | [ 37 ]  |
| 6 listopada 2011  | MTV Europe Music Awards 2011                             | Belfast     | Odyssey Arena                                  | „Marry the Night” | [ 38 ]  |
| 10 listopada 2011 | Bambi Award 2011                                         | Wiesbaden   | Wiesbaden                                      | „Marry the Night” | [ 39 ]  |
| 25 sierpnia 2013  | MTV Video Music Awards 2013                              | Nowy Jork   | Barclays Center                                | „Applause” | [ 40 ]  |
| 3 listopada 2013  | YouTube Music Awards 2013                                | Nowy Jork   | Pier 36                                        | „Dope” | [ 41 ]  |
| 24 listopada 2013 | American Music Awards 2013                               | Los Angeles | Microsoft Theater                              | „Do What U Want” (wraz z R. Kelly) | [ 42 ]  |
| 7 grudnia 2014    | Ceremonia wręczenia Kennedy Center Honors w 2014         | Waszyngton  | John F. Kennedy Center for the Performing Arts | „If I Ever Lose My Faith in You” | [ 43 ]  |
| 8 lutego 2015     | 57. ceremonia wręczenia nagród Grammy                    | Los Angeles | Staples Cente                                  | „Cheek to Cheek” (wraz z Tonym Bennettem) | [ 44 ]  |
| 22 lutego 2015    | 87. ceremonia wręczenia Oscarów                          | Los Angeles | Dolby Theatre                                  | „The Sound of Music”, „My favorite things”, „Edelweiss”, „Climb every mountain” (Wiązanka piosenek z filmu Dźwięki muzyki)                                              | [ 45 ]  |
| 18 czerwca 2015   | 46. ceremonia Songwriters Hall of Fame                   | Nowy Jork   | Grammy Museum at L.A. Live                     | „What’s Up” | [ 46 ]  |
| 18 grudnia 2015   | Billboard Women in Music 2015                            | Nowy Jork   | Nowy Jork                                      | „Til It Happens to You” | [ 47 ]  |
| 15 lutego 2016    | 58. ceremonia wręczenia nagród Grammy                    | Los Angeles | Staples Cente                                  | „Space Oddity”, „Changes”, „Ziggy Stardust”, „Suffragette City”, „Rebel Rebel”, „Fashion”, „Fame”, „Under Pressure”, „Let's Dance”, „Heroes” (w hołdzie Davidowi Bowie) | [ 48 ]  |
| 28 lutego 2016    | 88. ceremonia wręczenia Oscarów                          | Los Angeles | Dolby Theatre                                  | „Til It Happens to You” | [ 49 ]  |
| 20 listopada 2016 | American Music Awards 2016                               | Los Angeles | Microsoft Theater                              | „Million Reasons” | [ 50 ]  |
| 12 lutego 2017    | 59. ceremonia wręczenia nagród Grammy                    | Nowy Jork   | Madison Square Garden                          | „Moth into Flame” | [ 51 ]  |
| 8 września 2017   | 42.edycja Międzynarodowego Festiwalu Filmowego w Toronto | Toronto     | Toronto                                        | „Bad Romance” | [ 52 ]  |
| 19 listopada 2017 | American Music Awards 2017                               | Los Angeles | Microsoft Theater                              | „The Cure” (Utwór był wykonywany przez Gagę podczas koncertu w ramach trasy Joanne World Tour i transmitowany na żywo w trakcie ceremonii.)                             | [ 53 ]  |
| 28 stycznia 2018  | 60. ceremonia wręczenia nagród Grammy                    | Nowy Jork   | Madison Square Garden                          | „Million Reasons” „Joanne” | [ 54 ]  |
| 10 lutego 2019    | 61. ceremonia wręczenia nagród Grammy                    | Nowy Jork   | Staples Center                                 | „Shallow” (wraz z Markiem Ronsonem) | [ 55 ]  |
| 24 lutego 2019    | 91. ceremonia wręczenia Oscarów                          | Los Angeles | Dolby Theatre                                  | „Shallow” (wraz z Bradleyem Cooperem) | [ 56 ]  |
| 30 sierpnia 2020  | MTV Video Music Awards 2020                              | Nowy Jork   | One Astor Plaza                                | „Chromatica II”, „911”, „Rain on Me” i „Stupid Love” | [ 57 ]  |
| 3 kwietnia 2022   | 64. ceremonia wręczenia nagród Grammy                    | Nowy Jork   | MGM Grand Garden Arena                         | „Love for Sale” i „Do I Love You” | [ 58 ]  |
| 12 marca 2023     | 95. ceremonia wręczenia Oscarów                          | Los Angeles | Dolby Theatre                                  | „Hold My Hand” | [ 59 ]  |

### Programy telewizyjne
| Data                 | Program                                          | Państwo           | Wykonane utwory                                                                                           | Przypisy |
| -------------------- | ------------------------------------------------ | ----------------- | --- | -------- |
| 15 lipca 2008        | So You Think You Can Dance                       | Stany Zjednoczone | „Just Dance”                                                                                              | [ 60 ]   |
| 1 grudnia 2008       | The Ellen DeGeneres Show                         | Stany Zjednoczone | „Just Dance”                                                                                              | [ 61 ]   |
| 16 stycznia 2009     | GMTV                                             | Wielka Brytania   | „Just Dance”                                                                                              | [ 62 ]   |
| 1 kwietnia 2009      | American Idol                                    | Stany Zjednoczone | „Poker Face”                                                                                              | [ 63 ]   |
| 11 maja 2009         | The Ellen DeGeneres Show                         | Stany Zjednoczone | „Poker Face”                                                                                              | [ 64 ]   |
| 12 maja 2009         | Dancing with the Stars                           | Stany Zjednoczone | „LoveGame” i „Poker Face”                                                                                 | [ 65 ]   |
| 8 września 2009      | The Ellen DeGeneres Show                         | Stany Zjednoczone | „LoveGame”                                                                                                | [ 66 ]   |
| 3 października 2009  | Saturday Night Live                              | Stany Zjednoczone | „Paparazzi”, „LoveGame”, „Poker Face” i „Bad Romance”                                                     | [ 67 ]   |
| 27 listopada 2009    | The Ellen DeGeneres Show                         | Stany Zjednoczone | „Bad Romance” i „Speechless”                                                                              | [ 68 ]   |
| 6 grudnia 2009       | The X Factor                                     | Wielka Brytania   | „Bad Romance”                                                                                             | [ 69 ]   |
| 7 grudnia 2009       | Royal Variety Performance                        | Wielka Brytania   | „Speechless”                                                                                              | [ 70 ]   |
| 15 stycznia 2010     | The Oprah Winfrey Show                           | Stany Zjednoczone | „Monster”, „Bad Romance” i „Speechless”                                                                   | [ 71 ]   |
| 16 kwietnia 2010     | Music Station                                    | Japonia           | „Telephone”                                                                                               | [ 72 ]   |
| 5 maja 2010          | American Idol                                    | Stany Zjednoczone | „Bad Romance” i „Alejandro”                                                                               | [ 73 ]   |
| 9 lipca 2010         | Today                                            | Stany Zjednoczone | „Someone to Watch Over Me”, „Bad Romance”, „You and I” i „Teeth”                                          | [ 74 ]   |
| 28 kwietnia 2011     | The Ellen DeGeneres Show                         | Stany Zjednoczone | „Judas”                                                                                                   | [ 75 ]   |
| 5 maja 2011          | The Oprah Winfrey Show                           | Stany Zjednoczone | „Born This Way” i „You and I”                                                                             | [ 76 ]   |
| 21 maja 2011         | Saturday Night Live                              | Stany Zjednoczone | „The Edge of Glory”, „Judas” i „Born This Way”                                                            | [ 77 ]   |
| 25 maja 2011         | American Idol                                    | Stany Zjednoczone | „The Edge of Glory”                                                                                       | [ 78 ]   |
| 27 maja 2011         | Good Morning America                             | Stany Zjednoczone | „Bad Romance”, „The Edge of Glory”, „Judas”, „Born This Way” i „Hair”                                     | [ 79 ]   |
| 9 czerwca 2011       | Germany’s Next Topmodel                          | Niemcy            | „Scheiße”, „Born This Way” i „The Edge of Glory”                                                          | [ 80 ]   |
| 13 czerwca 2011      | The X Factor                                     | Francja           | „The Edge of Glory” i „Judas”                                                                             | [ 81 ]   |
| 28 lipca 2011        | So You Think You Can Dance                       | Stany Zjednoczone | „The Edge of Glory” i „You and I”                                                                         | [ 82 ]   |
| 13 listopada 2011    | The X Factor                                     | Wielka Brytania   | „Marry the Night”                                                                                         | [ 83 ]   |
| 5 grudnia 2011       | The Ellen DeGeneres Show                         | Stany Zjednoczone | „Marry the Night”                                                                                         | [ 84 ]   |
| 23 grudnia 2011      | Music Station                                    | Japonia           | „Marry the Night” i „Born This Way”                                                                       | [ 85 ]   |
| 9 września 2013      | Good Morning America                             | Stany Zjednoczone | „Over the Rainbow” i „Applause”                                                                           | [ 86 ]   |
| 27 października 2013 | The X Factor                                     | Wielka Brytania   | „Venus” i „Do What U Want”                                                                                | [ 87 ]   |
| 16 listopada 2013    | Saturday Night Live                              | Stany Zjednoczone | „Do What U Want” i „Gypsy”                                                                                | [ 88 ]   |
| 29 listopada 2013    | Music Station                                    | Japonia           | „Applause”                                                                                                | [ 89 ]   |
| 17 grudnia 2013      | The Voice                                        | Stany Zjednoczone | „Do What U Want” (wraz z Christina Aguilera)                                                              | [ 90 ]   |
| 18 lutego 2014       | The Tonight Show Starring Jimmy Fallon           | Stany Zjednoczone | „ARTPOP”                                                                                                  | [ 91 ]   |
| 2 kwietnia 2014      | Late Show with David Letterman                   | Stany Zjednoczone | „Dope” i „G.U.Y.”                                                                                         | [ 92 ]   |
| 16 października 2014 | Strictly Come Dancing                            | Wielka Brytania   | „Anything Goes” i „It Don’t Mean a Thing (If It Ain’t Got That Swing)” (wraz z Tonym Bennettem)           | [ 93 ]   |
| 3 grudnia 2014       | Good Morning America                             | Stany Zjednoczone | „Cheek to Cheek” (wraz z Tonym Bennettem)                                                                 | [ 94 ]   |
| 22 października 2016 | Saturday Night Live                              | Stany Zjednoczone | „A-YO” i „Million Reasons”                                                                                | [ 95 ]   |
| 26 października 2016 | The Late Late Show with James Corden             | Stany Zjednoczone | „Perfect Illusion”, „Bad Romance”, „The Edge of Glory”, „Born This Way”, „Poker Face” i „Million Reasons” | [ 96 ]   |
| 4 grudnia 2016       | The X Factor                                     | Wielka Brytania   | „Million Reasons”                                                                                         | [ 97 ]   |
| 5 grudnia 2016       | Victoria's Secret Fashion Show 2016              | Stany Zjednoczone | „Million Reasons”, „A-YO” i „John Wayne”                                                                  | [ 98 ]   |
| 13 grudnia 2016      | Royal Variety Performance                        | Wielka Brytania   | „Million Reasons”                                                                                         | [ 99 ]   |
| 10 kwietnia 2018     | Elton John: I'm Still Standing – A Grammy Salute | Stany Zjednoczone | „Your Song”                                                                                               | [ 100 ]  |
| 18 kwietnia 2020     | One World: Together at Home                      | Stany Zjednoczone | „Smile” i „The Prayer” (wraz z Celine Dion, Andrea Bocelli, Lang Lang i John Legend)                      | [ 101 ]  |
| 16 grudnia 2021      | MTV Unplugged Presents: Tony Bennett & Lady Gaga | Stany Zjednoczone | „Night and Day”, „Love for Sale”, „ I've Got You Under My Skin” (wraz z Tonym Bennettem)                  | [ 102 ]  |

### Inne występy
| Data                                | Wydarzenie                                                | Kraj              | Wykonywane utwory | Uwagi                                                                                           | Przypisy        |
| ----------------------------------- | --------------------------------------------------------- | ----------------- | --- | ----------------------------------------------------------------------------------------------- | --------------- |
| 12 czerwca 2015                     | Ceremonia otwarcia Igrzysk Europejskich                   | Azerbejdżan       | „Imagine” |                                                                                                 | [ 103 ]         |
| 7 lutego 2016                       | 50. Super Bowl Half-time Show                             | Stany Zjednoczone | „The Star-Spangled Banner” |                                                                                                 | [ 104 ]         |
| 5 lutego 2017                       | 51. Super Bowl Half-time Show                             | Stany Zjednoczone | „God Bless America”\„This Land Is Your Land”, „Poker Face”, „Born This Way”, „Telephone”, „Just Dance”, „Million Reasons” i „Bad Romance”                                    | Występ Lady Gagi uzyskał sześć nominacji do Nagrody Emmy, ostatecznie uzyskując jedną statuetkę | [ 105 ] [ 106 ] |
| 14 kwietnia 2017 i 21 kwietnia 2017 | Coachella Valley Music and Arts Festival                  | Stany Zjednoczone | Lady Gaga wykonała dziewiętnaście piosenek (m.in. premierowo utwór „The Cure”)                                                                                               | Lady Gaga zastąpiła Beyoncé jako główną gwiazdę podczas festiwalu.                              | [ 107 ] [ 108 ] |
| 20 stycznia 2021                    | Uroczystoś inauguracyjna Joe Bidena                       | Stany Zjednoczone | „The Star-Spangled Banner” |                                                                                                 | [ 109 ]         |
| 28 listopada 2021                   | One Last Time: An Evening with Tony Bennett and Lady Gaga | Stany Zjednoczone | „Luck Be a Lady”, „Orange Colored Sky”, „Let's Do It”, „New York, New York” (Gaga solo); „The Lady Is a Tramp”, „Love for Sale” oraz „Anything Goes (wraz z Tonym Bennettem) | Koncert został nominowany w czterech kategoriach do nagrody Primetime Emmy                      | [ 110 ] [ 111 ] |
| 11 lutego 2024                      | Specjalna kolacja dzień przed Super Bowl LVIII            | Stany Zjednoczone | „Bad Romance”, „Born This Way”, „Stupid Love” i „Shallow” (utwory wykonano w wersji akustycznej)                                                                             |                                                                                                 | [ 112 ]         |